# Voleibol nos Jogos Olímpicos de Verão de 2016 - Masculino
O torneio masculino de voleibol nos Jogos Olímpicos de Verão de 2016 foi realizado no Ginásio do Maracanãzinho, Rio de Janeiro, entre 7 e 21 de agosto e organizado pela Federação Internacional de Voleibol (FIVB) em conjunto com o Comitê Olímpico Internacional (COI).

## Calendário
| G | Fase de grupos | ¼ | Quartas de final | ½ | Semifinais | B | Disputa pelo bronze | F | Final |

| Dom 7 | Seg 8 | Ter 9 | Qua 10 | Qui 11 | Sex 12 | Sab 13 | Dom 14 | Seg 15 | Ter 16 | Ter 16 | Qua 17 | Qua 17 | Qui 18 | Qui 18 | Sex 19 | Sab 20 | Sab 20 | Dom 21 | Dom 21 |
| ----- | ----- | ----- | ------ | ------ | ------ | ------ | ------ | ------ | ------ | ------ | ------ | ------ | ------ | ------ | ------ | ------ | ------ | ------ | ------ |
| G     |       | G     |        | G      |        | G      |        | G      |        |        | ¼      | ¼      |        |        | ½      |        |        | B      | F      |

## Medalhistas
O Brasil foi campeão olímpico de voleibol, derrotando a Itália na final. Os Estados Unidos ganharam o bronze frente à Rússia.
|  | BRA Brasil |  | ITA Itália |  | USA Estados Unidos |
|  | William Arjona Éder Carbonera Wallace de Souza Luiz Felipe Fonteles Evandro Guerra Ricardo Lucarelli Bruno Rezende Lucas Saatkamp Sérgio Dutra Santos Maurício Borges Douglas Souza Maurício Souza |  | Oleg Antonov Emanuele Birarelli Simone Buti Massimo Colaci Simone Giannelli Osmany Juantorena Filippo Lanza Matteo Piano Salvatore Rossini Pasquale Sottile Luca Vettori Ivan Zaytsev |  | Matthew Anderson Aaron Russell Taylor Sander David Lee Kawika Shoji William Priddy Murphy Troy Thomas Jaeschke Micah Christenson Maxwell Holt David Smith Erik Shoji |

## Qualificação
| Torneio de qualificação         | Data                          | Sede             | Vagas | Qualificados   | Última participação   |
| ------------------------------- | ----------------------------- | ---------------- | ----- | -------------- | --------------------- |
| País-sede                       | 2 de outubro de 2009          | Copenhague       | 1     | Brasil         | Londres 2012          |
| Copa do Mundo de 2015           | 8–23 de setembro de 2015      | Japão            | 2     | Estados Unidos | Londres 2012          |
| Copa do Mundo de 2015           | 8–23 de setembro de 2015      | Japão            | 2     | Itália         | Londres 2012          |
| Pré-Olímpico da América do Sul  | 9–11 de outubro de 2015       | Maiquetía        | 1     | Argentina      | Londres 2012          |
| Pré-Olímpico da Europa          | 5–10 de janeiro de 2016       | Berlim           | 1     | Rússia         | Londres 2012          |
| Pré-Olímpico da África          | 7–12 de janeiro de 2016       | Brazzaville      | 1     | Egito          | Pequim 2008           |
| Pré-Olímpico da NORCECA         | 8–10 de janeiro de 2016       | Edmonton         | 1     | Cuba           | Sydney 2000           |
| Pré-Olímpico da Ásia e Oceania1 | 28 de maio–5 de junho de 2016 | Tóquio           | 1     | Irã            | estreante             |
| Qualificatório Mundial1         | 28 de maio–5 de junho de 2016 | Tóquio           | 3     | Polônia        | Londres 2012          |
| Qualificatório Mundial1         | 28 de maio–5 de junho de 2016 | Tóquio           | 3     | França         | Atenas 2004           |
| Qualificatório Mundial1         | 28 de maio–5 de junho de 2016 | Tóquio           | 3     | Canadá         | Barcelona 1992        |
| Qualificatório intercontinental | 3–5 de junho de 2016          | Cidade do México | 1     | México         | Cidade do México 1968 |
| Total                           |                               |                  | 12    |                |                       |

↑1  O Qualificatório Mundial e o Torneio Pré-Olímpico Asiático foram disputados concomitantemente.

## Composição dos grupos
A distribuição das equipes pelos grupos é realizada pelo sistema de serpentina baseando-se na posição das equipes no ranking da FIVB.
| Grupo A            | Grupo B       |
| ------------------ | ------------- |
| Brasil (País-sede) | Polônia (2)   |
| Itália (4)         | Rússia (3)    |
| Estados Unidos (5) | Argentina (6) |
| Canadá (10)        | Irã (8)       |
| França (10)        | Cuba (15)     |
| México (24)        | Egito (17)    |

## Fase de grupos
Na fase de grupos, as seleções jogaram entre si repartidas em dois grupos de seis equipas cada. Os quatro melhores apuraram-se para as quartas de final.
Todas as partidas seguem o fuso horário local (UTC−3).
- Placar de 3–0 ou 3–1: 3 pontos para o vencedor, nenhum para o perdedor;
- Placar de 3–2: 2 pontos para o vencedor, 1 para o perdedor.

### Grupo A
|  | Equipes classificadas para as quartas de final |

|     |                |     | Jogos | Jogos | Jogos | Resultados | Resultados | Resultados | Resultados | Resultados | Resultados | Sets | Sets | Sets  | Pontos | Pontos | Pontos |
| Pos | Equipe         | Pts | T     | V     | D     | 3–0        | 3–1        | 3–2        | 2–3        | 1–3        | 0–3        | V    | P    | R     | V      | P      | R      |
| --- | -------------- | --- | ----- | ----- | ----- | ---------- | ---------- | ---------- | ---------- | ---------- | ---------- | ---- | ---- | ----- | ------ | ------ | ------ |
| 1   | Itália         | 12  | 5     | 4     | 1     | 2          | 2          | 0          | 0          | 1          | 0          | 13   | 5    | 2.600 | 432    | 375    | 1.152  |
| 2   | Canadá         | 9   | 5     | 3     | 2     | 2          | 1          | 0          | 0          | 1          | 1          | 10   | 7    | 1.429 | 378    | 378    | 1,000  |
| 3   | Estados Unidos | 9   | 5     | 3     | 2     | 1          | 2          | 0          | 0          | 1          | 1          | 10   | 8    | 1.250 | 419    | 405    | 1.035  |
| 4   | Brasil         | 9   | 5     | 3     | 2     | 0          | 3          | 0          | 0          | 2          | 0          | 11   | 9    | 1.222 | 467    | 442    | 1.057  |
| 5   | França         | 6   | 5     | 2     | 3     | 2          | 0          | 0          | 0          | 2          | 1          | 8    | 9    | 0.889 | 386    | 367    | 1.052  |
| 6   | México         | 0   | 5     | 0     | 5     | 0          | 0          | 0          | 0          | 1          | 4          | 1    | 15   | 0.067 | 283    | 398    | 0.711  |

Ordenamento da classificação: 1) Número de vitórias; 2) Pontos; 3) Razão de sets; 4) Razão de pontos; 5) Confronto direto.
| 7 de agosto 09:30 Relatório: P2 P3 Arquivado | Itália | 3–0   | França | Ginásio do Maracanãzinho, Rio de Janeiro Público: 4 456 Árbitro(s): ARG Hernán Casamiquela DOM Denny Céspedes |
| 7 de agosto 09:30 Relatório: P2 P3 Arquivado | 25     | Set 1 | 20     | Ginásio do Maracanãzinho, Rio de Janeiro Público: 4 456 Árbitro(s): ARG Hernán Casamiquela DOM Denny Céspedes |
| 7 de agosto 09:30 Relatório: P2 P3 Arquivado | 25     | Set 2 | 20     | Ginásio do Maracanãzinho, Rio de Janeiro Público: 4 456 Árbitro(s): ARG Hernán Casamiquela DOM Denny Céspedes |
| 7 de agosto 09:30 Relatório: P2 P3 Arquivado | 25     | Set 3 | 15     | Ginásio do Maracanãzinho, Rio de Janeiro Público: 4 456 Árbitro(s): ARG Hernán Casamiquela DOM Denny Céspedes |
| 7 de agosto 09:30 Relatório: P2 P3 Arquivado | Set 4  |       |        | Ginásio do Maracanãzinho, Rio de Janeiro Público: 4 456 Árbitro(s): ARG Hernán Casamiquela DOM Denny Céspedes |
| 7 de agosto 09:30 Relatório: P2 P3 Arquivado | Set 5  |       |        | Ginásio do Maracanãzinho, Rio de Janeiro Público: 4 456 Árbitro(s): ARG Hernán Casamiquela DOM Denny Céspedes |

| 7 de agosto 11:35 Relatório: P2 P3 Arquivado | Brasil | 3–1   | México | Ginásio do Maracanãzinho, Rio de Janeiro Público: 8 686 Árbitro(s): EGY Nasr Shaaban BEL Arturo Di Giacomo |
| 7 de agosto 11:35 Relatório: P2 P3 Arquivado | 23     | Set 1 | 25     | Ginásio do Maracanãzinho, Rio de Janeiro Público: 8 686 Árbitro(s): EGY Nasr Shaaban BEL Arturo Di Giacomo |
| 7 de agosto 11:35 Relatório: P2 P3 Arquivado | 25     | Set 2 | 19     | Ginásio do Maracanãzinho, Rio de Janeiro Público: 8 686 Árbitro(s): EGY Nasr Shaaban BEL Arturo Di Giacomo |
| 7 de agosto 11:35 Relatório: P2 P3 Arquivado | 25     | Set 3 | 14     | Ginásio do Maracanãzinho, Rio de Janeiro Público: 8 686 Árbitro(s): EGY Nasr Shaaban BEL Arturo Di Giacomo |
| 7 de agosto 11:35 Relatório: P2 P3 Arquivado | 25     | Set 4 | 18     | Ginásio do Maracanãzinho, Rio de Janeiro Público: 8 686 Árbitro(s): EGY Nasr Shaaban BEL Arturo Di Giacomo |
| 7 de agosto 11:35 Relatório: P2 P3 Arquivado | Set 5  |       |        | Ginásio do Maracanãzinho, Rio de Janeiro Público: 8 686 Árbitro(s): EGY Nasr Shaaban BEL Arturo Di Giacomo |

| 7 de agosto 17:05 Relatório: P2 P3 Arquivado | Estados Unidos | 0–3   | Canadá | Ginásio do Maracanãzinho, Rio de Janeiro Público: 6 875 Árbitro(s): RUS Andrey Zenovich IRI Mohammad Shahmiri |
| 7 de agosto 17:05 Relatório: P2 P3 Arquivado | 23             | Set 1 | 25     | Ginásio do Maracanãzinho, Rio de Janeiro Público: 6 875 Árbitro(s): RUS Andrey Zenovich IRI Mohammad Shahmiri |
| 7 de agosto 17:05 Relatório: P2 P3 Arquivado | 17             | Set 2 | 25     | Ginásio do Maracanãzinho, Rio de Janeiro Público: 6 875 Árbitro(s): RUS Andrey Zenovich IRI Mohammad Shahmiri |
| 7 de agosto 17:05 Relatório: P2 P3 Arquivado | 23             | Set 3 | 25     | Ginásio do Maracanãzinho, Rio de Janeiro Público: 6 875 Árbitro(s): RUS Andrey Zenovich IRI Mohammad Shahmiri |
| 7 de agosto 17:05 Relatório: P2 P3 Arquivado | Set 4          |       |        | Ginásio do Maracanãzinho, Rio de Janeiro Público: 6 875 Árbitro(s): RUS Andrey Zenovich IRI Mohammad Shahmiri |
| 7 de agosto 17:05 Relatório: P2 P3 Arquivado | Set 5          |       |        | Ginásio do Maracanãzinho, Rio de Janeiro Público: 6 875 Árbitro(s): RUS Andrey Zenovich IRI Mohammad Shahmiri |

| 9 de agosto 11:55 Relatório: P2 P3 Arquivado | França | 3–0   | México | Ginásio do Maracanãzinho, Rio de Janeiro Público: 6 625 Árbitro(s): CHN Liu Jiang TUN Taoufik Boudaya |
| 9 de agosto 11:55 Relatório: P2 P3 Arquivado | 25     | Set 1 | 18     | Ginásio do Maracanãzinho, Rio de Janeiro Público: 6 625 Árbitro(s): CHN Liu Jiang TUN Taoufik Boudaya |
| 9 de agosto 11:55 Relatório: P2 P3 Arquivado | 25     | Set 2 | 12     | Ginásio do Maracanãzinho, Rio de Janeiro Público: 6 625 Árbitro(s): CHN Liu Jiang TUN Taoufik Boudaya |
| 9 de agosto 11:55 Relatório: P2 P3 Arquivado | 25     | Set 3 | 22     | Ginásio do Maracanãzinho, Rio de Janeiro Público: 6 625 Árbitro(s): CHN Liu Jiang TUN Taoufik Boudaya |
| 9 de agosto 11:55 Relatório: P2 P3 Arquivado | Set 4  |       |        | Ginásio do Maracanãzinho, Rio de Janeiro Público: 6 625 Árbitro(s): CHN Liu Jiang TUN Taoufik Boudaya |
| 9 de agosto 11:55 Relatório: P2 P3 Arquivado | Set 5  |       |        | Ginásio do Maracanãzinho, Rio de Janeiro Público: 6 625 Árbitro(s): CHN Liu Jiang TUN Taoufik Boudaya |

| 9 de agosto 15:00 Relatório: P2 P3 Arquivado | Itália | 3–1   | Estados Unidos | Ginásio do Maracanãzinho, Rio de Janeiro Público: 6 494 Árbitro(s): SRB Vladimir Simonović RUS Andrey Zenovich |
| 9 de agosto 15:00 Relatório: P2 P3 Arquivado | 28     | Set 1 | 26             | Ginásio do Maracanãzinho, Rio de Janeiro Público: 6 494 Árbitro(s): SRB Vladimir Simonović RUS Andrey Zenovich |
| 9 de agosto 15:00 Relatório: P2 P3 Arquivado | 20     | Set 2 | 25             | Ginásio do Maracanãzinho, Rio de Janeiro Público: 6 494 Árbitro(s): SRB Vladimir Simonović RUS Andrey Zenovich |
| 9 de agosto 15:00 Relatório: P2 P3 Arquivado | 25     | Set 3 | 23             | Ginásio do Maracanãzinho, Rio de Janeiro Público: 6 494 Árbitro(s): SRB Vladimir Simonović RUS Andrey Zenovich |
| 9 de agosto 15:00 Relatório: P2 P3 Arquivado | 25     | Set 4 | 23             | Ginásio do Maracanãzinho, Rio de Janeiro Público: 6 494 Árbitro(s): SRB Vladimir Simonović RUS Andrey Zenovich |
| 9 de agosto 15:00 Relatório: P2 P3 Arquivado | Set 5  |       |                | Ginásio do Maracanãzinho, Rio de Janeiro Público: 6 494 Árbitro(s): SRB Vladimir Simonović RUS Andrey Zenovich |

| 9 de agosto 22:35 Relatório: P2 P3 Arquivado | Brasil | 3–1   | Canadá | Ginásio do Maracanãzinho, Rio de Janeiro Público: 8 749 Árbitro(s): MEX Luis Macías POL Piotr Dudek |
| 9 de agosto 22:35 Relatório: P2 P3 Arquivado | 24     | Set 1 | 26     | Ginásio do Maracanãzinho, Rio de Janeiro Público: 8 749 Árbitro(s): MEX Luis Macías POL Piotr Dudek |
| 9 de agosto 22:35 Relatório: P2 P3 Arquivado | 25     | Set 2 | 18     | Ginásio do Maracanãzinho, Rio de Janeiro Público: 8 749 Árbitro(s): MEX Luis Macías POL Piotr Dudek |
| 9 de agosto 22:35 Relatório: P2 P3 Arquivado | 25     | Set 3 | 22     | Ginásio do Maracanãzinho, Rio de Janeiro Público: 8 749 Árbitro(s): MEX Luis Macías POL Piotr Dudek |
| 9 de agosto 22:35 Relatório: P2 P3 Arquivado | 25     | Set 4 | 17     | Ginásio do Maracanãzinho, Rio de Janeiro Público: 8 749 Árbitro(s): MEX Luis Macías POL Piotr Dudek |
| 9 de agosto 22:35 Relatório: P2 P3 Arquivado | Set 5  |       |        | Ginásio do Maracanãzinho, Rio de Janeiro Público: 8 749 Árbitro(s): MEX Luis Macías POL Piotr Dudek |

| 11 de agosto 17:05 Relatório: P2 P3 Arquivado | Canadá | 0–3   | França | Ginásio do Maracanãzinho, Rio de Janeiro Público: 6 498 Árbitro(s): RUS Andrey Zenovich EGY Nasr Shaaban |
| 11 de agosto 17:05 Relatório: P2 P3 Arquivado | 19     | Set 1 | 25     | Ginásio do Maracanãzinho, Rio de Janeiro Público: 6 498 Árbitro(s): RUS Andrey Zenovich EGY Nasr Shaaban |
| 11 de agosto 17:05 Relatório: P2 P3 Arquivado | 16     | Set 2 | 25     | Ginásio do Maracanãzinho, Rio de Janeiro Público: 6 498 Árbitro(s): RUS Andrey Zenovich EGY Nasr Shaaban |
| 11 de agosto 17:05 Relatório: P2 P3 Arquivado | 19     | Set 3 | 25     | Ginásio do Maracanãzinho, Rio de Janeiro Público: 6 498 Árbitro(s): RUS Andrey Zenovich EGY Nasr Shaaban |
| 11 de agosto 17:05 Relatório: P2 P3 Arquivado | Set 4  |       |        | Ginásio do Maracanãzinho, Rio de Janeiro Público: 6 498 Árbitro(s): RUS Andrey Zenovich EGY Nasr Shaaban |
| 11 de agosto 17:05 Relatório: P2 P3 Arquivado | Set 5  |       |        | Ginásio do Maracanãzinho, Rio de Janeiro Público: 6 498 Árbitro(s): RUS Andrey Zenovich EGY Nasr Shaaban |

| 11 de agosto 20:30 Relatório: P2 P3 Arquivado | Itália | 3–0   | México | Ginásio do Maracanãzinho, Rio de Janeiro Público: 5 472 Árbitro(s): BEL Arturo Di Giacomo POL Piotr Dudek |
| 11 de agosto 20:30 Relatório: P2 P3 Arquivado | 25     | Set 1 | 17     | Ginásio do Maracanãzinho, Rio de Janeiro Público: 5 472 Árbitro(s): BEL Arturo Di Giacomo POL Piotr Dudek |
| 11 de agosto 20:30 Relatório: P2 P3 Arquivado | 25     | Set 2 | 13     | Ginásio do Maracanãzinho, Rio de Janeiro Público: 5 472 Árbitro(s): BEL Arturo Di Giacomo POL Piotr Dudek |
| 11 de agosto 20:30 Relatório: P2 P3 Arquivado | 25     | Set 3 | 17     | Ginásio do Maracanãzinho, Rio de Janeiro Público: 5 472 Árbitro(s): BEL Arturo Di Giacomo POL Piotr Dudek |
| 11 de agosto 20:30 Relatório: P2 P3 Arquivado | Set 4  |       |        | Ginásio do Maracanãzinho, Rio de Janeiro Público: 5 472 Árbitro(s): BEL Arturo Di Giacomo POL Piotr Dudek |
| 11 de agosto 20:30 Relatório: P2 P3 Arquivado | Set 5  |       |        | Ginásio do Maracanãzinho, Rio de Janeiro Público: 5 472 Árbitro(s): BEL Arturo Di Giacomo POL Piotr Dudek |

| 11 de agosto 22:35 Relatório: P2 P3 Arquivado | Brasil | 1–3   | Estados Unidos | Ginásio do Maracanãzinho, Rio de Janeiro Público: 8 779 Árbitro(s): CHN Liu Jiang SRB Vladimir Simonović |
| 11 de agosto 22:35 Relatório: P2 P3 Arquivado | 20     | Set 1 | 25             | Ginásio do Maracanãzinho, Rio de Janeiro Público: 8 779 Árbitro(s): CHN Liu Jiang SRB Vladimir Simonović |
| 11 de agosto 22:35 Relatório: P2 P3 Arquivado | 23     | Set 2 | 25             | Ginásio do Maracanãzinho, Rio de Janeiro Público: 8 779 Árbitro(s): CHN Liu Jiang SRB Vladimir Simonović |
| 11 de agosto 22:35 Relatório: P2 P3 Arquivado | 25     | Set 3 | 20             | Ginásio do Maracanãzinho, Rio de Janeiro Público: 8 779 Árbitro(s): CHN Liu Jiang SRB Vladimir Simonović |
| 11 de agosto 22:35 Relatório: P2 P3 Arquivado | 20     | Set 4 | 25             | Ginásio do Maracanãzinho, Rio de Janeiro Público: 8 779 Árbitro(s): CHN Liu Jiang SRB Vladimir Simonović |
| 11 de agosto 22:35 Relatório: P2 P3 Arquivado | Set 5  |       |                | Ginásio do Maracanãzinho, Rio de Janeiro Público: 8 779 Árbitro(s): CHN Liu Jiang SRB Vladimir Simonović |

| 13 de agosto 17:25 Relatório: P2 P3 Arquivado | Estados Unidos | 3–1   | França | Ginásio do Maracanãzinho, Rio de Janeiro Público: 7 877 Árbitro(s): BEL Arturo Di Giacomo MEX Luis Macías |
| 13 de agosto 17:25 Relatório: P2 P3 Arquivado | 25             | Set 1 | 22     | Ginásio do Maracanãzinho, Rio de Janeiro Público: 7 877 Árbitro(s): BEL Arturo Di Giacomo MEX Luis Macías |
| 13 de agosto 17:25 Relatório: P2 P3 Arquivado | 25             | Set 2 | 22     | Ginásio do Maracanãzinho, Rio de Janeiro Público: 7 877 Árbitro(s): BEL Arturo Di Giacomo MEX Luis Macías |
| 13 de agosto 17:25 Relatório: P2 P3 Arquivado | 14             | Set 3 | 25     | Ginásio do Maracanãzinho, Rio de Janeiro Público: 7 877 Árbitro(s): BEL Arturo Di Giacomo MEX Luis Macías |
| 13 de agosto 17:25 Relatório: P2 P3 Arquivado | 25             | Set 4 | 22     | Ginásio do Maracanãzinho, Rio de Janeiro Público: 7 877 Árbitro(s): BEL Arturo Di Giacomo MEX Luis Macías |
| 13 de agosto 17:25 Relatório: P2 P3 Arquivado | Set 5          |       |        | Ginásio do Maracanãzinho, Rio de Janeiro Público: 7 877 Árbitro(s): BEL Arturo Di Giacomo MEX Luis Macías |

| 13 de agosto 20:30 Relatório: P2 P3 Arquivado | Canadá | 3–0   | México | Ginásio do Maracanãzinho, Rio de Janeiro Público: 5 624 Árbitro(s): ARG Hernán Casamiquela TUN Taoufik Boudaya |
| 13 de agosto 20:30 Relatório: P2 P3 Arquivado | 25     | Set 1 | 20     | Ginásio do Maracanãzinho, Rio de Janeiro Público: 5 624 Árbitro(s): ARG Hernán Casamiquela TUN Taoufik Boudaya |
| 13 de agosto 20:30 Relatório: P2 P3 Arquivado | 25     | Set 2 | 13     | Ginásio do Maracanãzinho, Rio de Janeiro Público: 5 624 Árbitro(s): ARG Hernán Casamiquela TUN Taoufik Boudaya |
| 13 de agosto 20:30 Relatório: P2 P3 Arquivado | 25     | Set 3 | 22     | Ginásio do Maracanãzinho, Rio de Janeiro Público: 5 624 Árbitro(s): ARG Hernán Casamiquela TUN Taoufik Boudaya |
| 13 de agosto 20:30 Relatório: P2 P3 Arquivado | Set 4  |       |        | Ginásio do Maracanãzinho, Rio de Janeiro Público: 5 624 Árbitro(s): ARG Hernán Casamiquela TUN Taoufik Boudaya |
| 13 de agosto 20:30 Relatório: P2 P3 Arquivado | Set 5  |       |        | Ginásio do Maracanãzinho, Rio de Janeiro Público: 5 624 Árbitro(s): ARG Hernán Casamiquela TUN Taoufik Boudaya |

| 13 de agosto 22:35 Relatório: P2 P3 Arquivado | Brasil | 1–3   | Itália | Ginásio do Maracanãzinho, Rio de Janeiro Público: 8 892 Árbitro(s): POL Piotr Dudek EGY Nasr Shaaban |
| 13 de agosto 22:35 Relatório: P2 P3 Arquivado | 25     | Set 1 | 23     | Ginásio do Maracanãzinho, Rio de Janeiro Público: 8 892 Árbitro(s): POL Piotr Dudek EGY Nasr Shaaban |
| 13 de agosto 22:35 Relatório: P2 P3 Arquivado | 23     | Set 2 | 25     | Ginásio do Maracanãzinho, Rio de Janeiro Público: 8 892 Árbitro(s): POL Piotr Dudek EGY Nasr Shaaban |
| 13 de agosto 22:35 Relatório: P2 P3 Arquivado | 22     | Set 3 | 25     | Ginásio do Maracanãzinho, Rio de Janeiro Público: 8 892 Árbitro(s): POL Piotr Dudek EGY Nasr Shaaban |
| 13 de agosto 22:35 Relatório: P2 P3 Arquivado | 15     | Set 4 | 25     | Ginásio do Maracanãzinho, Rio de Janeiro Público: 8 892 Árbitro(s): POL Piotr Dudek EGY Nasr Shaaban |
| 13 de agosto 22:35 Relatório: P2 P3 Arquivado | Set 5  |       |        | Ginásio do Maracanãzinho, Rio de Janeiro Público: 8 892 Árbitro(s): POL Piotr Dudek EGY Nasr Shaaban |

| 15 de agosto 11:35 Relatório: P2 P3 Arquivado | Estados Unidos | 3–0   | México | Ginásio do Maracanãzinho, Rio de Janeiro Público: 7 963 Árbitro(s): IRI Mohammad Shahmiri POL Piotr Dudek |
| 15 de agosto 11:35 Relatório: P2 P3 Arquivado | 25             | Set 1 | 23     | Ginásio do Maracanãzinho, Rio de Janeiro Público: 7 963 Árbitro(s): IRI Mohammad Shahmiri POL Piotr Dudek |
| 15 de agosto 11:35 Relatório: P2 P3 Arquivado | 25             | Set 2 | 11     | Ginásio do Maracanãzinho, Rio de Janeiro Público: 7 963 Árbitro(s): IRI Mohammad Shahmiri POL Piotr Dudek |
| 15 de agosto 11:35 Relatório: P2 P3 Arquivado | 25             | Set 3 | 19     | Ginásio do Maracanãzinho, Rio de Janeiro Público: 7 963 Árbitro(s): IRI Mohammad Shahmiri POL Piotr Dudek |
| 15 de agosto 11:35 Relatório: P2 P3 Arquivado | Set 4          |       |        | Ginásio do Maracanãzinho, Rio de Janeiro Público: 7 963 Árbitro(s): IRI Mohammad Shahmiri POL Piotr Dudek |
| 15 de agosto 11:35 Relatório: P2 P3 Arquivado | Set 5          |       |        | Ginásio do Maracanãzinho, Rio de Janeiro Público: 7 963 Árbitro(s): IRI Mohammad Shahmiri POL Piotr Dudek |

| 15 de agosto 20:30 Relatório: P2 P3 Arquivado | Itália | 1–3   | Canadá | Ginásio do Maracanãzinho, Rio de Janeiro Público: 7 109 Árbitro(s): RUS Andrey Zenovich ARG Hernán Casamiquela |
| 15 de agosto 20:30 Relatório: P2 P3 Arquivado | 23     | Set 1 | 25     | Ginásio do Maracanãzinho, Rio de Janeiro Público: 7 109 Árbitro(s): RUS Andrey Zenovich ARG Hernán Casamiquela |
| 15 de agosto 20:30 Relatório: P2 P3 Arquivado | 17     | Set 2 | 25     | Ginásio do Maracanãzinho, Rio de Janeiro Público: 7 109 Árbitro(s): RUS Andrey Zenovich ARG Hernán Casamiquela |
| 15 de agosto 20:30 Relatório: P2 P3 Arquivado | 25     | Set 3 | 16     | Ginásio do Maracanãzinho, Rio de Janeiro Público: 7 109 Árbitro(s): RUS Andrey Zenovich ARG Hernán Casamiquela |
| 15 de agosto 20:30 Relatório: P2 P3 Arquivado | 21     | Set 4 | 25     | Ginásio do Maracanãzinho, Rio de Janeiro Público: 7 109 Árbitro(s): RUS Andrey Zenovich ARG Hernán Casamiquela |
| 15 de agosto 20:30 Relatório: P2 P3 Arquivado | Set 5  |       |        | Ginásio do Maracanãzinho, Rio de Janeiro Público: 7 109 Árbitro(s): RUS Andrey Zenovich ARG Hernán Casamiquela |

| 15 de agosto 22:45 Relatório: P2 P3 Arquivado | Brasil | 3–1   | França | Ginásio do Maracanãzinho, Rio de Janeiro Público: 9 800 Árbitro(s): SVK Juraj Mokrý EGY Nasr Shaaban |
| 15 de agosto 22:45 Relatório: P2 P3 Arquivado | 25     | Set 1 | 22     | Ginásio do Maracanãzinho, Rio de Janeiro Público: 9 800 Árbitro(s): SVK Juraj Mokrý EGY Nasr Shaaban |
| 15 de agosto 22:45 Relatório: P2 P3 Arquivado | 22     | Set 2 | 25     | Ginásio do Maracanãzinho, Rio de Janeiro Público: 9 800 Árbitro(s): SVK Juraj Mokrý EGY Nasr Shaaban |
| 15 de agosto 22:45 Relatório: P2 P3 Arquivado | 25     | Set 3 | 20     | Ginásio do Maracanãzinho, Rio de Janeiro Público: 9 800 Árbitro(s): SVK Juraj Mokrý EGY Nasr Shaaban |
| 15 de agosto 22:45 Relatório: P2 P3 Arquivado | 25     | Set 4 | 23     | Ginásio do Maracanãzinho, Rio de Janeiro Público: 9 800 Árbitro(s): SVK Juraj Mokrý EGY Nasr Shaaban |
| 15 de agosto 22:45 Relatório: P2 P3 Arquivado | Set 5  |       |        | Ginásio do Maracanãzinho, Rio de Janeiro Público: 9 800 Árbitro(s): SVK Juraj Mokrý EGY Nasr Shaaban |

### Grupo B
|  | Equipes classificadas para as quartas de final |

|     |           |     | Jogos | Jogos | Jogos | Resultados | Resultados | Resultados | Resultados | Resultados | Resultados | Sets | Sets | Sets  | Pontos | Pontos | Pontos |
| Pos | Equipe    | Pts | T     | V     | D     | 3–0        | 3–1        | 3–2        | 2–3        | 1–3        | 0–3        | V    | P    | R     | V      | P      | R      |
| --- | --------- | --- | ----- | ----- | ----- | ---------- | ---------- | ---------- | ---------- | ---------- | ---------- | ---- | ---- | ----- | ------ | ------ | ------ |
| 1   | Argentina | 12  | 5     | 4     | 1     | 3          | 1          | 0          | 0          | 0          | 1          | 12   | 4    | 3,000 | 394    | 335    | 1.176  |
| 2   | Polônia   | 12  | 5     | 4     | 1     | 3          | 0          | 1          | 1          | 0          | 0          | 14   | 5    | 2.800 | 447    | 389    | 1.149  |
| 3   | Rússia    | 11  | 5     | 4     | 1     | 2          | 1          | 1          | 0          | 1          | 0          | 13   | 6    | 2.167 | 432    | 367    | 1.177  |
| 4   | Irã       | 7   | 5     | 2     | 3     | 2          | 0          | 0          | 1          | 0          | 2          | 8    | 9    | 0.889 | 389    | 392    | 0.992  |
| 5   | Egito     | 3   | 5     | 1     | 4     | 1          | 0          | 0          | 0          | 0          | 4          | 3    | 12   | 0.250 | 286    | 362    | 0.790  |
| 6   | Cuba      | 0   | 5     | 0     | 5     | 0          | 0          | 0          | 0          | 1          | 4          | 1    | 15   | 0.067 | 300    | 403    | 0.744  |

Ordenamento da classificação: 1) Número de vitórias; 2) Pontos; 3) Razão de sets; 4) Razão de pontos; 5) Confronto direto.
| 7 de agosto 15:00 Relatório: P2 P3 Arquivado | Polônia | 3–0   | Egito | Ginásio do Maracanãzinho, Rio de Janeiro Público: 5 658 Árbitro(s): SVK Juraj Mokrý ESP Susana Rodríguez |
| 7 de agosto 15:00 Relatório: P2 P3 Arquivado | 25      | Set 1 | 18    | Ginásio do Maracanãzinho, Rio de Janeiro Público: 5 658 Árbitro(s): SVK Juraj Mokrý ESP Susana Rodríguez |
| 7 de agosto 15:00 Relatório: P2 P3 Arquivado | 25      | Set 2 | 20    | Ginásio do Maracanãzinho, Rio de Janeiro Público: 5 658 Árbitro(s): SVK Juraj Mokrý ESP Susana Rodríguez |
| 7 de agosto 15:00 Relatório: P2 P3 Arquivado | 25      | Set 3 | 17    | Ginásio do Maracanãzinho, Rio de Janeiro Público: 5 658 Árbitro(s): SVK Juraj Mokrý ESP Susana Rodríguez |
| 7 de agosto 15:00 Relatório: P2 P3 Arquivado | Set 4   |       |       | Ginásio do Maracanãzinho, Rio de Janeiro Público: 5 658 Árbitro(s): SVK Juraj Mokrý ESP Susana Rodríguez |
| 7 de agosto 15:00 Relatório: P2 P3 Arquivado | Set 5   |       |       | Ginásio do Maracanãzinho, Rio de Janeiro Público: 5 658 Árbitro(s): SVK Juraj Mokrý ESP Susana Rodríguez |

| 7 de agosto 20:30 Relatório: P2 P3 Arquivado | Rússia | 3–1   | Cuba | Ginásio do Maracanãzinho, Rio de Janeiro Público: 6 287 Árbitro(s): SRB Vladimir Simonović BRA Rogério Espicalsky |
| 7 de agosto 20:30 Relatório: P2 P3 Arquivado | 25     | Set 1 | 17   | Ginásio do Maracanãzinho, Rio de Janeiro Público: 6 287 Árbitro(s): SRB Vladimir Simonović BRA Rogério Espicalsky |
| 7 de agosto 20:30 Relatório: P2 P3 Arquivado | 25     | Set 2 | 19   | Ginásio do Maracanãzinho, Rio de Janeiro Público: 6 287 Árbitro(s): SRB Vladimir Simonović BRA Rogério Espicalsky |
| 7 de agosto 20:30 Relatório: P2 P3 Arquivado | 22     | Set 3 | 25   | Ginásio do Maracanãzinho, Rio de Janeiro Público: 6 287 Árbitro(s): SRB Vladimir Simonović BRA Rogério Espicalsky |
| 7 de agosto 20:30 Relatório: P2 P3 Arquivado | 25     | Set 4 | 18   | Ginásio do Maracanãzinho, Rio de Janeiro Público: 6 287 Árbitro(s): SRB Vladimir Simonović BRA Rogério Espicalsky |
| 7 de agosto 20:30 Relatório: P2 P3 Arquivado | Set 5  |       |      | Ginásio do Maracanãzinho, Rio de Janeiro Público: 6 287 Árbitro(s): SRB Vladimir Simonović BRA Rogério Espicalsky |

| 7 de agosto 22:35 Relatório: P2 P3 Arquivado | Argentina | 3–0   | Irã | Ginásio do Maracanãzinho, Rio de Janeiro Público: 6 460 Árbitro(s): ITA Fabrizio Pasquali CHN Liu Jiang |
| 7 de agosto 22:35 Relatório: P2 P3 Arquivado | 25        | Set 1 | 23  | Ginásio do Maracanãzinho, Rio de Janeiro Público: 6 460 Árbitro(s): ITA Fabrizio Pasquali CHN Liu Jiang |
| 7 de agosto 22:35 Relatório: P2 P3 Arquivado | 26        | Set 2 | 24  | Ginásio do Maracanãzinho, Rio de Janeiro Público: 6 460 Árbitro(s): ITA Fabrizio Pasquali CHN Liu Jiang |
| 7 de agosto 22:35 Relatório: P2 P3 Arquivado | 25        | Set 3 | 18  | Ginásio do Maracanãzinho, Rio de Janeiro Público: 6 460 Árbitro(s): ITA Fabrizio Pasquali CHN Liu Jiang |
| 7 de agosto 22:35 Relatório: P2 P3 Arquivado | Set 4     |       |     | Ginásio do Maracanãzinho, Rio de Janeiro Público: 6 460 Árbitro(s): ITA Fabrizio Pasquali CHN Liu Jiang |
| 7 de agosto 22:35 Relatório: P2 P3 Arquivado | Set 5     |       |     | Ginásio do Maracanãzinho, Rio de Janeiro Público: 6 460 Árbitro(s): ITA Fabrizio Pasquali CHN Liu Jiang |

| 9 de agosto 09:30 Relatório: P2 P3 Arquivado | Rússia | 1–3   | Argentina | Ginásio do Maracanãzinho, Rio de Janeiro Público: 7 165 Árbitro(s): BEL Arturo Di Giacomo GER Heike Kraft |
| 9 de agosto 09:30 Relatório: P2 P3 Arquivado | 18     | Set 1 | 25        | Ginásio do Maracanãzinho, Rio de Janeiro Público: 7 165 Árbitro(s): BEL Arturo Di Giacomo GER Heike Kraft |
| 9 de agosto 09:30 Relatório: P2 P3 Arquivado | 25     | Set 2 | 18        | Ginásio do Maracanãzinho, Rio de Janeiro Público: 7 165 Árbitro(s): BEL Arturo Di Giacomo GER Heike Kraft |
| 9 de agosto 09:30 Relatório: P2 P3 Arquivado | 18     | Set 3 | 25        | Ginásio do Maracanãzinho, Rio de Janeiro Público: 7 165 Árbitro(s): BEL Arturo Di Giacomo GER Heike Kraft |
| 9 de agosto 09:30 Relatório: P2 P3 Arquivado | 21     | Set 4 | 25        | Ginásio do Maracanãzinho, Rio de Janeiro Público: 7 165 Árbitro(s): BEL Arturo Di Giacomo GER Heike Kraft |
| 9 de agosto 09:30 Relatório: P2 P3 Arquivado | Set 5  |       |           | Ginásio do Maracanãzinho, Rio de Janeiro Público: 7 165 Árbitro(s): BEL Arturo Di Giacomo GER Heike Kraft |

| 9 de agosto 17:35 Relatório: P2 P3 Arquivado | Polônia | 3–2   | Irã | Ginásio do Maracanãzinho, Rio de Janeiro Público: 7 227 Árbitro(s): BRA Paulo Turci ESP Susana Rodríguez |
| 9 de agosto 17:35 Relatório: P2 P3 Arquivado | 25      | Set 1 | 17  | Ginásio do Maracanãzinho, Rio de Janeiro Público: 7 227 Árbitro(s): BRA Paulo Turci ESP Susana Rodríguez |
| 9 de agosto 17:35 Relatório: P2 P3 Arquivado | 25      | Set 2 | 23  | Ginásio do Maracanãzinho, Rio de Janeiro Público: 7 227 Árbitro(s): BRA Paulo Turci ESP Susana Rodríguez |
| 9 de agosto 17:35 Relatório: P2 P3 Arquivado | 23      | Set 3 | 25  | Ginásio do Maracanãzinho, Rio de Janeiro Público: 7 227 Árbitro(s): BRA Paulo Turci ESP Susana Rodríguez |
| 9 de agosto 17:35 Relatório: P2 P3 Arquivado | 20      | Set 4 | 25  | Ginásio do Maracanãzinho, Rio de Janeiro Público: 7 227 Árbitro(s): BRA Paulo Turci ESP Susana Rodríguez |
| 9 de agosto 17:35 Relatório: P2 P3 Arquivado | 18      | Set 5 | 16  | Ginásio do Maracanãzinho, Rio de Janeiro Público: 7 227 Árbitro(s): BRA Paulo Turci ESP Susana Rodríguez |

| 9 de agosto 20:30 Relatório: P2 P3 Arquivado | Cuba  | 0–3   | Egito | Ginásio do Maracanãzinho, Rio de Janeiro Público: 5 016 Árbitro(s): BRA Rogério Espicalsky DOM Denny Céspedes |
| 9 de agosto 20:30 Relatório: P2 P3 Arquivado | 22    | Set 1 | 25    | Ginásio do Maracanãzinho, Rio de Janeiro Público: 5 016 Árbitro(s): BRA Rogério Espicalsky DOM Denny Céspedes |
| 9 de agosto 20:30 Relatório: P2 P3 Arquivado | 15    | Set 2 | 25    | Ginásio do Maracanãzinho, Rio de Janeiro Público: 5 016 Árbitro(s): BRA Rogério Espicalsky DOM Denny Céspedes |
| 9 de agosto 20:30 Relatório: P2 P3 Arquivado | 22    | Set 3 | 25    | Ginásio do Maracanãzinho, Rio de Janeiro Público: 5 016 Árbitro(s): BRA Rogério Espicalsky DOM Denny Céspedes |
| 9 de agosto 20:30 Relatório: P2 P3 Arquivado | Set 4 |       |       | Ginásio do Maracanãzinho, Rio de Janeiro Público: 5 016 Árbitro(s): BRA Rogério Espicalsky DOM Denny Céspedes |
| 9 de agosto 20:30 Relatório: P2 P3 Arquivado | Set 5 |       |       | Ginásio do Maracanãzinho, Rio de Janeiro Público: 5 016 Árbitro(s): BRA Rogério Espicalsky DOM Denny Céspedes |

| 11 de agosto 09:30 Relatório: P2 P3 Arquivado | Irã   | 3–0   | Cuba | Ginásio do Maracanãzinho, Rio de Janeiro Público: 6 625 Árbitro(s): ITA Fabrizio Pasquali SVK Juraj Mokrý |
| 11 de agosto 09:30 Relatório: P2 P3 Arquivado | 25    | Set 1 | 21   | Ginásio do Maracanãzinho, Rio de Janeiro Público: 6 625 Árbitro(s): ITA Fabrizio Pasquali SVK Juraj Mokrý |
| 11 de agosto 09:30 Relatório: P2 P3 Arquivado | 31    | Set 2 | 29   | Ginásio do Maracanãzinho, Rio de Janeiro Público: 6 625 Árbitro(s): ITA Fabrizio Pasquali SVK Juraj Mokrý |
| 11 de agosto 09:30 Relatório: P2 P3 Arquivado | 25    | Set 3 | 16   | Ginásio do Maracanãzinho, Rio de Janeiro Público: 6 625 Árbitro(s): ITA Fabrizio Pasquali SVK Juraj Mokrý |
| 11 de agosto 09:30 Relatório: P2 P3 Arquivado | Set 4 |       |      | Ginásio do Maracanãzinho, Rio de Janeiro Público: 6 625 Árbitro(s): ITA Fabrizio Pasquali SVK Juraj Mokrý |
| 11 de agosto 09:30 Relatório: P2 P3 Arquivado | Set 5 |       |      | Ginásio do Maracanãzinho, Rio de Janeiro Público: 6 625 Árbitro(s): ITA Fabrizio Pasquali SVK Juraj Mokrý |

| 11 de agosto 11:35 Relatório: P2 P3 Arquivado | Rússia | 3–0   | Egito | Ginásio do Maracanãzinho, Rio de Janeiro Público: 6 665 Árbitro(s): BRA Paulo Turci QAT Ibrahim Al-Naama |
| 11 de agosto 11:35 Relatório: P2 P3 Arquivado | 25     | Set 1 | 11    | Ginásio do Maracanãzinho, Rio de Janeiro Público: 6 665 Árbitro(s): BRA Paulo Turci QAT Ibrahim Al-Naama |
| 11 de agosto 11:35 Relatório: P2 P3 Arquivado | 25     | Set 2 | 17    | Ginásio do Maracanãzinho, Rio de Janeiro Público: 6 665 Árbitro(s): BRA Paulo Turci QAT Ibrahim Al-Naama |
| 11 de agosto 11:35 Relatório: P2 P3 Arquivado | 25     | Set 3 | 9     | Ginásio do Maracanãzinho, Rio de Janeiro Público: 6 665 Árbitro(s): BRA Paulo Turci QAT Ibrahim Al-Naama |
| 11 de agosto 11:35 Relatório: P2 P3 Arquivado | Set 4  |       |       | Ginásio do Maracanãzinho, Rio de Janeiro Público: 6 665 Árbitro(s): BRA Paulo Turci QAT Ibrahim Al-Naama |
| 11 de agosto 11:35 Relatório: P2 P3 Arquivado | Set 5  |       |       | Ginásio do Maracanãzinho, Rio de Janeiro Público: 6 665 Árbitro(s): BRA Paulo Turci QAT Ibrahim Al-Naama |

| 11 de agosto 15:00 Relatório: P2 P3 Arquivado | Polônia | 3–0   | Argentina | Ginásio do Maracanãzinho, Rio de Janeiro Público: 6 972 Árbitro(s): DOM Denny Céspedes BRA Rogério Espicalsky |
| 11 de agosto 15:00 Relatório: P2 P3 Arquivado | 25      | Set 1 | 21        | Ginásio do Maracanãzinho, Rio de Janeiro Público: 6 972 Árbitro(s): DOM Denny Céspedes BRA Rogério Espicalsky |
| 11 de agosto 15:00 Relatório: P2 P3 Arquivado | 25      | Set 2 | 19        | Ginásio do Maracanãzinho, Rio de Janeiro Público: 6 972 Árbitro(s): DOM Denny Céspedes BRA Rogério Espicalsky |
| 11 de agosto 15:00 Relatório: P2 P3 Arquivado | 37      | Set 3 | 35        | Ginásio do Maracanãzinho, Rio de Janeiro Público: 6 972 Árbitro(s): DOM Denny Céspedes BRA Rogério Espicalsky |
| 11 de agosto 15:00 Relatório: P2 P3 Arquivado | Set 4   |       |           | Ginásio do Maracanãzinho, Rio de Janeiro Público: 6 972 Árbitro(s): DOM Denny Céspedes BRA Rogério Espicalsky |
| 11 de agosto 15:00 Relatório: P2 P3 Arquivado | Set 5   |       |           | Ginásio do Maracanãzinho, Rio de Janeiro Público: 6 972 Árbitro(s): DOM Denny Céspedes BRA Rogério Espicalsky |

| 13 de agosto 09:30 Relatório: P2 P3 Arquivado | Irã   | 3–0   | Egito | Ginásio do Maracanãzinho, Rio de Janeiro Público: 6 262 Árbitro(s): RUS Andrey Zenovich BRA Rogério Espicalsky |
| 13 de agosto 09:30 Relatório: P2 P3 Arquivado | 28    | Set 1 | 26    | Ginásio do Maracanãzinho, Rio de Janeiro Público: 6 262 Árbitro(s): RUS Andrey Zenovich BRA Rogério Espicalsky |
| 13 de agosto 09:30 Relatório: P2 P3 Arquivado | 25    | Set 2 | 22    | Ginásio do Maracanãzinho, Rio de Janeiro Público: 6 262 Árbitro(s): RUS Andrey Zenovich BRA Rogério Espicalsky |
| 13 de agosto 09:30 Relatório: P2 P3 Arquivado | 25    | Set 3 | 16    | Ginásio do Maracanãzinho, Rio de Janeiro Público: 6 262 Árbitro(s): RUS Andrey Zenovich BRA Rogério Espicalsky |
| 13 de agosto 09:30 Relatório: P2 P3 Arquivado | Set 4 |       |       | Ginásio do Maracanãzinho, Rio de Janeiro Público: 6 262 Árbitro(s): RUS Andrey Zenovich BRA Rogério Espicalsky |
| 13 de agosto 09:30 Relatório: P2 P3 Arquivado | Set 5 |       |       | Ginásio do Maracanãzinho, Rio de Janeiro Público: 6 262 Árbitro(s): RUS Andrey Zenovich BRA Rogério Espicalsky |

| 13 de agosto 11:35 Relatório: P2 P3 Arquivado | Argentina | 3–0   | Cuba | Ginásio do Maracanãzinho, Rio de Janeiro Público: 7 428 Árbitro(s): BRA Paulo Turci SRB Vladimir Simonović |
| 13 de agosto 11:35 Relatório: P2 P3 Arquivado | 25        | Set 1 | 16   | Ginásio do Maracanãzinho, Rio de Janeiro Público: 7 428 Árbitro(s): BRA Paulo Turci SRB Vladimir Simonović |
| 13 de agosto 11:35 Relatório: P2 P3 Arquivado | 25        | Set 2 | 14   | Ginásio do Maracanãzinho, Rio de Janeiro Público: 7 428 Árbitro(s): BRA Paulo Turci SRB Vladimir Simonović |
| 13 de agosto 11:35 Relatório: P2 P3 Arquivado | 25        | Set 3 | 16   | Ginásio do Maracanãzinho, Rio de Janeiro Público: 7 428 Árbitro(s): BRA Paulo Turci SRB Vladimir Simonović |
| 13 de agosto 11:35 Relatório: P2 P3 Arquivado | Set 4     |       |      | Ginásio do Maracanãzinho, Rio de Janeiro Público: 7 428 Árbitro(s): BRA Paulo Turci SRB Vladimir Simonović |
| 13 de agosto 11:35 Relatório: P2 P3 Arquivado | Set 5     |       |      | Ginásio do Maracanãzinho, Rio de Janeiro Público: 7 428 Árbitro(s): BRA Paulo Turci SRB Vladimir Simonović |

| 13 de agosto 15:00 Relatório: P2 P3 Arquivado | Polônia | 2–3   | Rússia | Ginásio do Maracanãzinho, Rio de Janeiro Público: 7 239 Árbitro(s): ITA Fabrizio Pasquali SVK Juraj Mokrý |
| 13 de agosto 15:00 Relatório: P2 P3 Arquivado | 18      | Set 1 | 25     | Ginásio do Maracanãzinho, Rio de Janeiro Público: 7 239 Árbitro(s): ITA Fabrizio Pasquali SVK Juraj Mokrý |
| 13 de agosto 15:00 Relatório: P2 P3 Arquivado | 25      | Set 2 | 16     | Ginásio do Maracanãzinho, Rio de Janeiro Público: 7 239 Árbitro(s): ITA Fabrizio Pasquali SVK Juraj Mokrý |
| 13 de agosto 15:00 Relatório: P2 P3 Arquivado | 18      | Set 3 | 25     | Ginásio do Maracanãzinho, Rio de Janeiro Público: 7 239 Árbitro(s): ITA Fabrizio Pasquali SVK Juraj Mokrý |
| 13 de agosto 15:00 Relatório: P2 P3 Arquivado | 25      | Set 4 | 22     | Ginásio do Maracanãzinho, Rio de Janeiro Público: 7 239 Árbitro(s): ITA Fabrizio Pasquali SVK Juraj Mokrý |
| 13 de agosto 15:00 Relatório: P2 P3 Arquivado | 13      | Set 5 | 15     | Ginásio do Maracanãzinho, Rio de Janeiro Público: 7 239 Árbitro(s): ITA Fabrizio Pasquali SVK Juraj Mokrý |

| 15 de agosto 09:30 Relatório: P2 P3 Arquivado | Argentina | 3–0   | Egito | Ginásio do Maracanãzinho, Rio de Janeiro Público: 8 175 Árbitro(s): MEX Luis Macías BEL Arturo Di Giacomo |
| 15 de agosto 09:30 Relatório: P2 P3 Arquivado | 25        | Set 1 | 16    | Ginásio do Maracanãzinho, Rio de Janeiro Público: 8 175 Árbitro(s): MEX Luis Macías BEL Arturo Di Giacomo |
| 15 de agosto 09:30 Relatório: P2 P3 Arquivado | 25        | Set 2 | 19    | Ginásio do Maracanãzinho, Rio de Janeiro Público: 8 175 Árbitro(s): MEX Luis Macías BEL Arturo Di Giacomo |
| 15 de agosto 09:30 Relatório: P2 P3 Arquivado | 25        | Set 3 | 20    | Ginásio do Maracanãzinho, Rio de Janeiro Público: 8 175 Árbitro(s): MEX Luis Macías BEL Arturo Di Giacomo |
| 15 de agosto 09:30 Relatório: P2 P3 Arquivado | Set 4     |       |       | Ginásio do Maracanãzinho, Rio de Janeiro Público: 8 175 Árbitro(s): MEX Luis Macías BEL Arturo Di Giacomo |
| 15 de agosto 09:30 Relatório: P2 P3 Arquivado | Set 5     |       |       | Ginásio do Maracanãzinho, Rio de Janeiro Público: 8 175 Árbitro(s): MEX Luis Macías BEL Arturo Di Giacomo |

| 15 de agosto 15:00 Relatório: P2 P3 Arquivado | Rússia | 3–0   | Irã | Ginásio do Maracanãzinho, Rio de Janeiro Público: 7 387 Árbitro(s): CHN Liu Jiang ITA Fabrizio Pasquali |
| 15 de agosto 15:00 Relatório: P2 P3 Arquivado | 25     | Set 1 | 23  | Ginásio do Maracanãzinho, Rio de Janeiro Público: 7 387 Árbitro(s): CHN Liu Jiang ITA Fabrizio Pasquali |
| 15 de agosto 15:00 Relatório: P2 P3 Arquivado | 25     | Set 2 | 16  | Ginásio do Maracanãzinho, Rio de Janeiro Público: 7 387 Árbitro(s): CHN Liu Jiang ITA Fabrizio Pasquali |
| 15 de agosto 15:00 Relatório: P2 P3 Arquivado | 25     | Set 3 | 20  | Ginásio do Maracanãzinho, Rio de Janeiro Público: 7 387 Árbitro(s): CHN Liu Jiang ITA Fabrizio Pasquali |
| 15 de agosto 15:00 Relatório: P2 P3 Arquivado | Set 4  |       |     | Ginásio do Maracanãzinho, Rio de Janeiro Público: 7 387 Árbitro(s): CHN Liu Jiang ITA Fabrizio Pasquali |
| 15 de agosto 15:00 Relatório: P2 P3 Arquivado | Set 5  |       |     | Ginásio do Maracanãzinho, Rio de Janeiro Público: 7 387 Árbitro(s): CHN Liu Jiang ITA Fabrizio Pasquali |

| 15 de agosto 17:05 Relatório: P2 P3 Arquivado | Polônia | 3–0   | Cuba | Ginásio do Maracanãzinho, Rio de Janeiro Público: 8 175 Árbitro(s): SRB Vladimir Simonović QAT Ibrahim Al-Naama |
| 15 de agosto 17:05 Relatório: P2 P3 Arquivado | 25      | Set 1 | 18   | Ginásio do Maracanãzinho, Rio de Janeiro Público: 8 175 Árbitro(s): SRB Vladimir Simonović QAT Ibrahim Al-Naama |
| 15 de agosto 17:05 Relatório: P2 P3 Arquivado | 25      | Set 2 | 15   | Ginásio do Maracanãzinho, Rio de Janeiro Público: 8 175 Árbitro(s): SRB Vladimir Simonović QAT Ibrahim Al-Naama |
| 15 de agosto 17:05 Relatório: P2 P3 Arquivado | 25      | Set 3 | 17   | Ginásio do Maracanãzinho, Rio de Janeiro Público: 8 175 Árbitro(s): SRB Vladimir Simonović QAT Ibrahim Al-Naama |
| 15 de agosto 17:05 Relatório: P2 P3 Arquivado | Set 4   |       |      | Ginásio do Maracanãzinho, Rio de Janeiro Público: 8 175 Árbitro(s): SRB Vladimir Simonović QAT Ibrahim Al-Naama |
| 15 de agosto 17:05 Relatório: P2 P3 Arquivado | Set 5   |       |      | Ginásio do Maracanãzinho, Rio de Janeiro Público: 8 175 Árbitro(s): SRB Vladimir Simonović QAT Ibrahim Al-Naama |

## Fase final
Na fase final as seleções disputaram, no máximo, mais três jogos (para as equipas que discutiram as medalhas), em formato de eliminatória.
|  | Quartas de final | Quartas de final |              |        | Semifinal           | Semifinal           |  |  | Final        | Final |
|  |                  |                  |              |        |                     |                     |  |  |              |       |
|  | 17 de agosto     |                  |              |        |                     |                     |  |  |              |       |
|  |                  |                  |              |        |                     |                     |  |  |              |       |
|  | Itália           | 3                |              |        |                     |                     |  |  |              |       |
|  | Itália           | 3                | 19 de agosto |        |                     |                     |  |  |              |       |
|  | Irã              | 0                |              |        |                     |                     |  |  |              |       |
|  | Irã              | 0                | Itália       | 3      |                     |                     |  |  |              |       |
|  | 17 de agosto     |                  | Itália       | 3      |                     |                     |  |  |              |       |
|  |                  | Estados Unidos   | 2            |        |                     |                     |  |  |              |       |
|  | Estados Unidos   | Estados Unidos   | 2            | 3      |                     |                     |  |  |              |       |
|  | Estados Unidos   |                  | 21 de agosto | 3      |                     |                     |  |  |              |       |
|  | Polônia          | 0                |              |        |                     |                     |  |  |              |       |
|  | Polônia          | 0                | Itália       | 0      |                     |                     |  |  |              |       |
|  | 17 de agosto     |                  | Itália       | 0      |                     |                     |  |  |              |       |
|  |                  | Brasil           | 3            |        |                     |                     |  |  |              |       |
|  | Canadá           | Brasil           | 3            | 0      |                     |                     |  |  |              |       |
|  | Canadá           | 19 de agosto     |              | 0      |                     |                     |  |  |              |       |
|  | Rússia           | 3                |              |        |                     |                     |  |  |              |       |
|  | Rússia           | 3                | Rússia       | 0      | Disputa pelo bronze | Disputa pelo bronze |  |  |              |       |
|  | 17 de agosto     |                  | Rússia       | 0      | Disputa pelo bronze | Disputa pelo bronze |  |  |              |       |
|  |                  | Brasil           | 3            |        |                     |                     |  |  |              |       |
|  | Brasil           | Brasil           | 3            | 3      | Estados Unidos      | 3                   |  |  |              |       |
|  | Brasil           |                  |              | 3      | Estados Unidos      | 3                   |  |  |              |       |
|  | Argentina        | 1                |              | Rússia | 2                   |                     |  |  |              |       |
|  | Argentina        | 1                |              |        | 2                   |                     |  |  |              |       |
|  |                  |                  |              |        |                     |                     |  |  | 21 de agosto |       |
|  |                  |                  |              |        |                     |                     |  |  |              |       |

### Quartas de final
| 17 de agosto 10:00 Relatório: P2 P3 Arquivado | Canadá | 0–3   | Rússia | Ginásio do Maracanãzinho, Rio de Janeiro Público: 6 291 Árbitro(s): BEL Arturo Di Giacomo IRI Mohammad Shahmiri |
| 17 de agosto 10:00 Relatório: P2 P3 Arquivado | 15     | Set 1 | 25     | Ginásio do Maracanãzinho, Rio de Janeiro Público: 6 291 Árbitro(s): BEL Arturo Di Giacomo IRI Mohammad Shahmiri |
| 17 de agosto 10:00 Relatório: P2 P3 Arquivado | 20     | Set 2 | 25     | Ginásio do Maracanãzinho, Rio de Janeiro Público: 6 291 Árbitro(s): BEL Arturo Di Giacomo IRI Mohammad Shahmiri |
| 17 de agosto 10:00 Relatório: P2 P3 Arquivado | 18     | Set 3 | 25     | Ginásio do Maracanãzinho, Rio de Janeiro Público: 6 291 Árbitro(s): BEL Arturo Di Giacomo IRI Mohammad Shahmiri |
| 17 de agosto 10:00 Relatório: P2 P3 Arquivado | Set 4  |       |        | Ginásio do Maracanãzinho, Rio de Janeiro Público: 6 291 Árbitro(s): BEL Arturo Di Giacomo IRI Mohammad Shahmiri |
| 17 de agosto 10:00 Relatório: P2 P3 Arquivado | Set 5  |       |        | Ginásio do Maracanãzinho, Rio de Janeiro Público: 6 291 Árbitro(s): BEL Arturo Di Giacomo IRI Mohammad Shahmiri |

| 17 de agosto 14:00 Relatório: P2 P3 Arquivado | Estados Unidos | 3–0   | Polônia | Ginásio do Maracanãzinho, Rio de Janeiro Público: 8 278 Árbitro(s): ITA Fabrizio Pasquali RUS Andrey Zenovich |
| 17 de agosto 14:00 Relatório: P2 P3 Arquivado | 25             | Set 1 | 23      | Ginásio do Maracanãzinho, Rio de Janeiro Público: 8 278 Árbitro(s): ITA Fabrizio Pasquali RUS Andrey Zenovich |
| 17 de agosto 14:00 Relatório: P2 P3 Arquivado | 25             | Set 2 | 22      | Ginásio do Maracanãzinho, Rio de Janeiro Público: 8 278 Árbitro(s): ITA Fabrizio Pasquali RUS Andrey Zenovich |
| 17 de agosto 14:00 Relatório: P2 P3 Arquivado | 25             | Set 3 | 20      | Ginásio do Maracanãzinho, Rio de Janeiro Público: 8 278 Árbitro(s): ITA Fabrizio Pasquali RUS Andrey Zenovich |
| 17 de agosto 14:00 Relatório: P2 P3 Arquivado | Set 4          |       |         | Ginásio do Maracanãzinho, Rio de Janeiro Público: 8 278 Árbitro(s): ITA Fabrizio Pasquali RUS Andrey Zenovich |
| 17 de agosto 14:00 Relatório: P2 P3 Arquivado | Set 5          |       |         | Ginásio do Maracanãzinho, Rio de Janeiro Público: 8 278 Árbitro(s): ITA Fabrizio Pasquali RUS Andrey Zenovich |

| 17 de agosto 18:00 Relatório: P2 P3 Arquivado | Itália | 3–0   | Irã | Ginásio do Maracanãzinho, Rio de Janeiro Público: 7 213 Árbitro(s): DOM Denny Céspedes SVK Juraj Mokrý |
| 17 de agosto 18:00 Relatório: P2 P3 Arquivado | 31     | Set 1 | 29  | Ginásio do Maracanãzinho, Rio de Janeiro Público: 7 213 Árbitro(s): DOM Denny Céspedes SVK Juraj Mokrý |
| 17 de agosto 18:00 Relatório: P2 P3 Arquivado | 25     | Set 2 | 19  | Ginásio do Maracanãzinho, Rio de Janeiro Público: 7 213 Árbitro(s): DOM Denny Céspedes SVK Juraj Mokrý |
| 17 de agosto 18:00 Relatório: P2 P3 Arquivado | 25     | Set 3 | 17  | Ginásio do Maracanãzinho, Rio de Janeiro Público: 7 213 Árbitro(s): DOM Denny Céspedes SVK Juraj Mokrý |
| 17 de agosto 18:00 Relatório: P2 P3 Arquivado | Set 4  |       |     | Ginásio do Maracanãzinho, Rio de Janeiro Público: 7 213 Árbitro(s): DOM Denny Céspedes SVK Juraj Mokrý |
| 17 de agosto 18:00 Relatório: P2 P3 Arquivado | Set 5  |       |     | Ginásio do Maracanãzinho, Rio de Janeiro Público: 7 213 Árbitro(s): DOM Denny Céspedes SVK Juraj Mokrý |

| 17 de agosto 22:15 Relatório: P2 P3 Arquivado | Brasil | 3–1   | Argentina | Ginásio do Maracanãzinho, Rio de Janeiro Público: 10 232 Árbitro(s): SRB Vladimir Simonović POL Piotr Dudek |
| 17 de agosto 22:15 Relatório: P2 P3 Arquivado | 25     | Set 1 | 22        | Ginásio do Maracanãzinho, Rio de Janeiro Público: 10 232 Árbitro(s): SRB Vladimir Simonović POL Piotr Dudek |
| 17 de agosto 22:15 Relatório: P2 P3 Arquivado | 17     | Set 2 | 25        | Ginásio do Maracanãzinho, Rio de Janeiro Público: 10 232 Árbitro(s): SRB Vladimir Simonović POL Piotr Dudek |
| 17 de agosto 22:15 Relatório: P2 P3 Arquivado | 25     | Set 3 | 19        | Ginásio do Maracanãzinho, Rio de Janeiro Público: 10 232 Árbitro(s): SRB Vladimir Simonović POL Piotr Dudek |
| 17 de agosto 22:15 Relatório: P2 P3 Arquivado | 25     | Set 4 | 23        | Ginásio do Maracanãzinho, Rio de Janeiro Público: 10 232 Árbitro(s): SRB Vladimir Simonović POL Piotr Dudek |
| 17 de agosto 22:15 Relatório: P2 P3 Arquivado | Set 5  |       |           | Ginásio do Maracanãzinho, Rio de Janeiro Público: 10 232 Árbitro(s): SRB Vladimir Simonović POL Piotr Dudek |

### Semifinais
| 19 de agosto 13:00 Relatório: P2 P3 Arquivado | Itália | 3–2   | Estados Unidos | Ginásio do Maracanãzinho, Rio de Janeiro Público: 8 153 Árbitro(s): BEL Arturo Di Giacomo ARG Hernán Casamiquela |
| 19 de agosto 13:00 Relatório: P2 P3 Arquivado | 30     | Set 1 | 28             | Ginásio do Maracanãzinho, Rio de Janeiro Público: 8 153 Árbitro(s): BEL Arturo Di Giacomo ARG Hernán Casamiquela |
| 19 de agosto 13:00 Relatório: P2 P3 Arquivado | 26     | Set 2 | 28             | Ginásio do Maracanãzinho, Rio de Janeiro Público: 8 153 Árbitro(s): BEL Arturo Di Giacomo ARG Hernán Casamiquela |
| 19 de agosto 13:00 Relatório: P2 P3 Arquivado | 9      | Set 3 | 25             | Ginásio do Maracanãzinho, Rio de Janeiro Público: 8 153 Árbitro(s): BEL Arturo Di Giacomo ARG Hernán Casamiquela |
| 19 de agosto 13:00 Relatório: P2 P3 Arquivado | 25     | Set 4 | 22             | Ginásio do Maracanãzinho, Rio de Janeiro Público: 8 153 Árbitro(s): BEL Arturo Di Giacomo ARG Hernán Casamiquela |
| 19 de agosto 13:00 Relatório: P2 P3 Arquivado | 15     | Set 5 | 9              | Ginásio do Maracanãzinho, Rio de Janeiro Público: 8 153 Árbitro(s): BEL Arturo Di Giacomo ARG Hernán Casamiquela |

| 19 de agosto 22:15 Relatório: P2 P3 Arquivado | Rússia | 0–3   | Brasil | Ginásio do Maracanãzinho, Rio de Janeiro Público: 9 784 Árbitro(s): SVK Juraj Mokrý SRB Vladimir Simonović |
| 19 de agosto 22:15 Relatório: P2 P3 Arquivado | 21     | Set 1 | 25     | Ginásio do Maracanãzinho, Rio de Janeiro Público: 9 784 Árbitro(s): SVK Juraj Mokrý SRB Vladimir Simonović |
| 19 de agosto 22:15 Relatório: P2 P3 Arquivado | 20     | Set 2 | 25     | Ginásio do Maracanãzinho, Rio de Janeiro Público: 9 784 Árbitro(s): SVK Juraj Mokrý SRB Vladimir Simonović |
| 19 de agosto 22:15 Relatório: P2 P3 Arquivado | 17     | Set 3 | 25     | Ginásio do Maracanãzinho, Rio de Janeiro Público: 9 784 Árbitro(s): SVK Juraj Mokrý SRB Vladimir Simonović |
| 19 de agosto 22:15 Relatório: P2 P3 Arquivado | Set 4  |       |        | Ginásio do Maracanãzinho, Rio de Janeiro Público: 9 784 Árbitro(s): SVK Juraj Mokrý SRB Vladimir Simonović |
| 19 de agosto 22:15 Relatório: P2 P3 Arquivado | Set 5  |       |        | Ginásio do Maracanãzinho, Rio de Janeiro Público: 9 784 Árbitro(s): SVK Juraj Mokrý SRB Vladimir Simonović |

### Disputa pelo bronze
| 21 de agosto 09:30 Relatório: P2 P3 Arquivado | Estados Unidos | 3–2   | Rússia | Ginásio do Maracanãzinho, Rio de Janeiro Público: 6 976 Árbitro(s): ITA Fabrizio Pasquali CHN Liu Jiang |
| 21 de agosto 09:30 Relatório: P2 P3 Arquivado | 23             | Set 1 | 25     | Ginásio do Maracanãzinho, Rio de Janeiro Público: 6 976 Árbitro(s): ITA Fabrizio Pasquali CHN Liu Jiang |
| 21 de agosto 09:30 Relatório: P2 P3 Arquivado | 21             | Set 2 | 25     | Ginásio do Maracanãzinho, Rio de Janeiro Público: 6 976 Árbitro(s): ITA Fabrizio Pasquali CHN Liu Jiang |
| 21 de agosto 09:30 Relatório: P2 P3 Arquivado | 25             | Set 3 | 19     | Ginásio do Maracanãzinho, Rio de Janeiro Público: 6 976 Árbitro(s): ITA Fabrizio Pasquali CHN Liu Jiang |
| 21 de agosto 09:30 Relatório: P2 P3 Arquivado | 25             | Set 4 | 19     | Ginásio do Maracanãzinho, Rio de Janeiro Público: 6 976 Árbitro(s): ITA Fabrizio Pasquali CHN Liu Jiang |
| 21 de agosto 09:30 Relatório: P2 P3 Arquivado | 15             | Set 5 | 13     | Ginásio do Maracanãzinho, Rio de Janeiro Público: 6 976 Árbitro(s): ITA Fabrizio Pasquali CHN Liu Jiang |

### Final
| 21 de agosto 13:15 Relatório: P2 P3 Arquivado | Itália | 0–3   | Brasil | Ginásio do Maracanãzinho, Rio de Janeiro Público: 9 824 Árbitro(s): RUS Andrey Zenovich DOM Denny Céspedes |
| 21 de agosto 13:15 Relatório: P2 P3 Arquivado | 22     | Set 1 | 25     | Ginásio do Maracanãzinho, Rio de Janeiro Público: 9 824 Árbitro(s): RUS Andrey Zenovich DOM Denny Céspedes |
| 21 de agosto 13:15 Relatório: P2 P3 Arquivado | 26     | Set 2 | 28     | Ginásio do Maracanãzinho, Rio de Janeiro Público: 9 824 Árbitro(s): RUS Andrey Zenovich DOM Denny Céspedes |
| 21 de agosto 13:15 Relatório: P2 P3 Arquivado | 24     | Set 3 | 26     | Ginásio do Maracanãzinho, Rio de Janeiro Público: 9 824 Árbitro(s): RUS Andrey Zenovich DOM Denny Céspedes |
| 21 de agosto 13:15 Relatório: P2 P3 Arquivado | Set 4  |       |        | Ginásio do Maracanãzinho, Rio de Janeiro Público: 9 824 Árbitro(s): RUS Andrey Zenovich DOM Denny Céspedes |
| 21 de agosto 13:15 Relatório: P2 P3 Arquivado | Set 5  |       |        | Ginásio do Maracanãzinho, Rio de Janeiro Público: 9 824 Árbitro(s): RUS Andrey Zenovich DOM Denny Céspedes |

## Classificação final

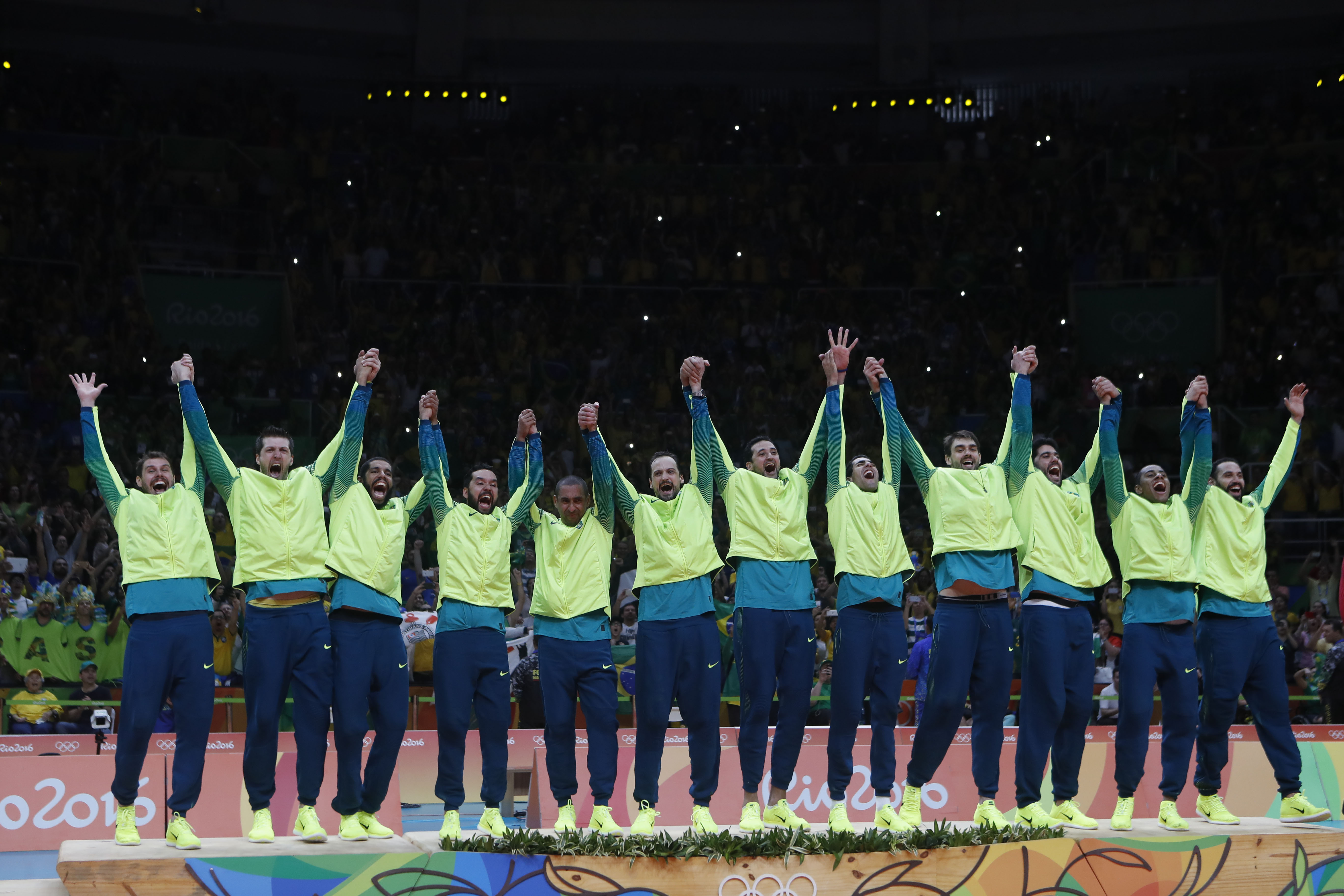
O Brasil conquistou sua terceira medalha de ouro no voleibol masculino.

Esta foi a classificação final do torneio:
| Pos.              | Equipe         |
| ----------------- | -------------- |
| Medalha de ouro   | Brasil         |
| Medalha de prata  | Itália         |
| Medalha de bronze | Estados Unidos |
| 4                 | Rússia         |
| 5                 | Argentina      |
| 5                 | Canadá         |
| 5                 | Irã            |
| 5                 | Polônia        |
| 9                 | Egito          |
| 9                 | França         |
| 11                | Cuba           |
| 11                | México         |

## Estatísticas
Este é um sumário das estatísticas individuais, abarcando só os jogadores que alcançaram as semifinais.
Maiores pontuadores
| Pos. | Nome                  | Pontuação |
| ---- | --------------------- | --------- |
| 1    | BRA Wallace de Souza  | 147       |
| 2    | USA Matthew Anderson  | 128       |
| 3    | ITA Ivan Zaytsev      | 127       |
| 4    | ITA Osmany Juantorena | 116       |
| 5    | USA Aaron Russell     | 107       |

| Pos. | Nome                  | %     |
| ---- | --------------------- | ----- |
| 1    | RUS Maxim Mikhaylov   | 38.41 |
| 2    | BRA Wallace de Souza  | 36.59 |
| 3    | USA Aaron Russell     | 33.50 |
| 4    | BRA Ricardo Lucarelli | 32.92 |
| 5    | RUS Egor Kliuka       | 32.74 |

| Pos. | Nome                   | %    |
| ---- | ---------------------- | ---- |
| 1    | RUS Artem Volvich      | 0.90 |
| 2    | USA Maxwell Holt       | 0.65 |
| 3    | USA David Lee          | 0.55 |
| 3    | ITA Emanuele Birarelli | 0.55 |
| 5    | RUS Maxim Mikhaylov    | 0.50 |

| Pos. | Nome                  | %    |
| ---- | --------------------- | ---- |
| 1    | ITA Ivan Zaytsev      | 0.48 |
| 2    | USA Maxwell Holt      | 0.39 |
| 3    | USA Taylor Sander     | 0.35 |
| 4    | USA Matthew Anderson  | 0.32 |
| 5    | BRA Ricardo Lucarelli | 0.30 |
| 5    | RUS Sergei Tetyukhin  | 0.30 |

| Pos. | Nome                    | %    |
| ---- | ----------------------- | ---- |
| 1    | USA Erik Shoji          | 1.81 |
| 2    | ITA Massimo Colaci      | 1.55 |
| 3    | ITA Osmany Juantorena   | 1.45 |
| 4    | BRA Sérgio Dutra Santos | 1.33 |
| 5    | RUS Aleksey Verbov      | 1.20 |

| Pos. | Nome                  | %     |
| ---- | --------------------- | ----- |
| 1    | USA Micah Christenson | 10.97 |
| 2    | ITA Simone Giannelli  | 10.79 |
| 3    | BRA Bruno Rezende     | 10.50 |
| 4    | RUS Sergey Grankin    | 8.77  |
| 5    | RUS Igor Kobzar       | 1.73  |

| Pos. | Nome                    | %     |
| ---- | ----------------------- | ----- |
| 1    | USA Taylor Sander       | 48.80 |
| 2    | USA Erik Shoji          | 45.18 |
| 3    | ITA Massimo Colaci      | 42.04 |
| 4    | BRA Sérgio Dutra Santos | 41.84 |
| 5    | ITA Filippo Lanza       | 40.76 |

## Melhores jogadores
Estes foram considerados os melhores jogadores do torneio, com a maioria de atletas da equipe campeã olímpica:
| - Most Valuable Player (MVP) Sérgio Dutra Santos - Melhor levantador Bruno Rezende - Melhores ponteiros Aaron Russell Ricardo Lucarelli | - Melhores centrais Artem Volvich Emanuele Birarelli - Melhor oposto Wallace de Souza - Melhor líbero Sérgio Dutra Santos |